# Drúadané
Drúadané jsou lidská rasa ve Středozemi, která se objevuje v knize Nedokončené příběhy od J. R. R. Tolkiena. 

## Popis
Drúadané byli poměrně malé, uzavřené etnikum, které žilo mezi Halethiným lidem, ačkoli vzhledem ani povahou jim nebyli podobní. Byli nepříliš vysocí, ale mohutně stavění a nepříliš pohlední, s řídkými vlasy a hustým obočím; většině z nich nikdy nerostly vousy. Mluvili hrdelním hlasem a smáli se hlučným, upřímným smíchem. Smáli se však zřídkakdy, nikdy nejásali nad vítězstvím, ani si nezoufali nad porážkou. Byli lesním lidem, nikdy se neučili psát, ač používali jednoduché lovecké značky. Byli vynikající stopaři a měli značnou znalost léčivých i jedovatých bylin. 
Neměli nic společného s hobity, kromě menší tělesné výšky (oproti běžnému člověku) a téměř úplné absenci vousů se jim prakticky v ničem 
nepodobali – jedli poměrně střídmě, nikdy neholdovali alkoholu a dožívali se poměrně nízkého věku. 
Mezi jejich záliby patřila výroba kamenných soch. Vyprávělo se, že do svých děl vkládají část své duše. Některé byly tvarovány v podobě sedícího Drúadana, a protože tito lidé dokázali celé hodiny sedět bez pohnutí, někdy se stávalo, že si sedícího muže někdo spletl se sochou a mezi lidmi se o sochách vyprávěly tajuplné historky. Každopádně skřeti měli z těchto soch veliký strach a raději se jim vyhýbali. 

## Označení
Drúdané bylo jméno tohoto lidu v Prvním věku Středozemě. Skřeti, jejich úhlavní nepřátelé, je nazývali Oghor-hai. Později se jim říkalo též Drûgové, Wosové a Divocí lidé. Rohirové jim říkali púkelové. 

## Výskyt
Drúadané nikdy nebyli příliš početní a během válek Prvního věku jich většina zahynula. Malý zbytek pravděpodobně na konci Prvního věku odešel s ostatními lidmi ze Tří domů Edain na ostrov Númenor. Protože však měli velký strach z moře, zůstávali na ostrově a neúčastnili se númenorských cest do Středozemě ani nikam jinam. V pozdějších letech se však jejich vnitřním smyslům zdálo, že se jim ostrov začíná hroutit pod nohama, a tak překonali svůj strach a začali po malých skupinkách Númenor opouštět a vracet se do Středozemě. V době pádu Númenoru tak na ostrově už nezbýval žádný Drúadan. 
Ve Středozemi se usadili na několika místech. V době Války o Prsten na konci Třetího věku žil jejich poslední zbytek v Drúadanském hvozdu na hranicích Gondoru a Rohanu. Mnozí rohanští lidé jimi dlouhé věky pohrdali. Když však král Théoden táhl do bitvy na Pelennorských polích zachránit obležené město Minas Tirith, vládce Drúadanů Ghân-buri-Ghân provedl jeho vojsko tajnou lesní cestou skrze skřetí obležení a král tak mohl účinně zasáhnout do bitvy. Za odměnu pak král Elessar věnoval Drúadanský hvozd Ghân-buri-Ghânovi a jeho lidu, aby byl navždy jejich. 